# Damniam

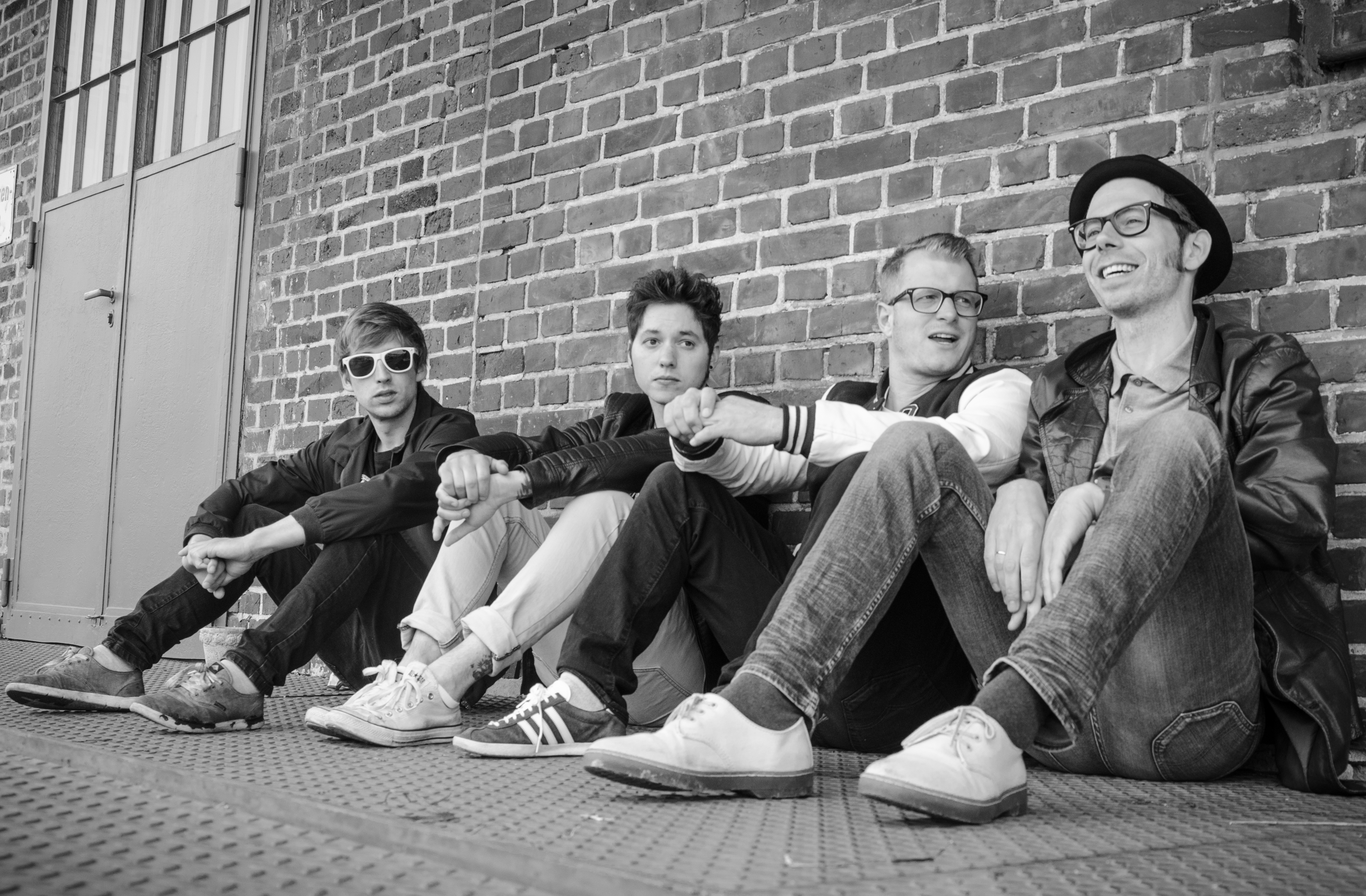
DAMNIAM - 2017

Damniam ist eine 2007 gegründete Punkrock-Band aus Münster.
Ihr Stil lässt sich in den Bereich Punkrock bzw. Pop-Punk einordnen.
Seit Gründung wurden über 350 Konzerte u. a. mit All Time Low, Satanic Surfers, Buzzcocks, Donots, Montreal, Dead to Me, Nothington, Triggerfinger, The Real McKenzies, Mr. Irish Bastard gespielt.

## Diskografie
- 2007: Firestorm in the Desert of Pain (Demo)
- 2007: So I Called Her Thundercat (EP; D.I.Y.)
- 2007: Promo 07 (EP; D.I.Y.)
- 2009: Damn the Beat (EP; D.I.Y.)
- 2013: Madam In (Album; Mad Drunken Monkey Records)
- 2015: DAMAGE (Album; Ring of Fire Records, Mad Drunken Monkey Records)
- 2017: PLANET PISS (Album, Ring of Fire Records, Mad Drunken Monkey Records, Broken Silence)